# Jet Robot/George
Jet Robot/George  è un singolo discografico del gruppo I Mini Robots, pubblicato nel 1980.

## Descrizione
Il brano Jet Robot è la sigla dell'anime Getta Robot, scritto, musicato ed arrangiamento da Vito Tommaso. George  è la sigla della serie animata George della giungla, scritto, musicato ed arrangiamento da Vito Tommaso. Entrambi i brani sono stati inseriti nella compilation Le sigle di papà (2006).

## Tracce
Lato A
1. Jet Robot – 2:51 (Vito Tommaso)

Lato B
1. George – 2:24 (Vito Tommaso)